# Turgy
Turgy é uma comuna francesa na região administrativa de Grande Leste, no departamento de Aube. Estende-se por uma área de 9,97 km². Em 2010 a comuna tinha 46 habitantes (densidade: 4,6 hab./km²).